# Aeropuerto de Donegal
El aeropuerto de Donegal (en irlandés: Aerfort Dhún na nGall) (IATA: CFN, OACI: EIDL) es un aeropuerto regional en Irlanda que presta servicios en el condado de Donegal y el noroeste. Se encuentra en la costa, 3,7 km al suroeste de Bunbeg en Carrickfinn, una ciudad en The Rosses, un distrito en el noroeste del condado de Donegal. Está a unos 15 minutos en coche de Dungloe y Gweedore y a 45 minutos de Letterkenny. Fue conocido generalmente hasta la década de 1990, y todavía se lo conoce popularmente en el condado de Donegal, como Aeropuerto Carrickfinn, de donde se deriva su código de aeropuerto (CFN).

## Historia

### Inicios
El aeródromo se inauguró oficialmente en marzo de 1978, para dar servicio al cercano polígono industrial IDA con la expectativa de dar servicio al aeropuerto de Dublín a través del aeropuerto de la ciudad de Derry. Hasta mediados de la década de 1980, la pista era una franja de césped de 610 metros de largo. Esto fue reemplazado por una pista de superficie dura con edificios terminales temporales. El aeropuerto inició sus operaciones de pasajeros en la víspera de Navidad de 1985, con vuelos al aeropuerto internacional de Glasgow y más tarde al aeropuerto de Manchester operados por Malinair hasta su quiebra en 1987. Los desarrollos para permitir esto se completaron con fondos y asistencia del Gobierno de Irlanda, empresas privadas, inversores, el Consejo del Condado de Donegal, el Fondo Internacional para Irlanda y el Fondo Europeo de Desarrollo Regional. El servicio de Malinair a Glasgow fue reemplazado brevemente por Air Ecosse en junio de 1987 antes de ser restablecido por Loganair en 1988.
En 1989, la pista se amplió a 1500 metros, la instalación de áreas de seguridad en la pista y un nuevo edificio terminal con equipos y ayudas a la navegación modernos en 1992-3.

### La década de los noventa
Ryanair añadió el servicio al aeropuerto de Londres-Luton (a través del aeropuerto de Sligo) en junio de 1990; sin embargo, este servicio se suspendió en enero de 1991 debido a los costos de combustible y preocupaciones de seguridad relacionadas con la Guerra del Golfo y no se reanudó. En 1994, el aeropuerto jugó un papel crucial en el alivio de la isla Tory durante largas tormentas que impidieron el envío de alimentos o combustible a la isla por mar, y los helicópteros del Cuerpo Aéreo Irlandés utilizaron el aeropuerto para transportar combustible, mercancías y pasajeros. Macair, una aerolínea escocesa que alquila aviones a Sun-Air de Escandinavia (subsidiaria de British Airways), lanzó brevemente servicios al aeropuerto de Edimburgo y al aeropuerto de Birmingham en 1995, pero quebró poco después.
Gill Airways prestó servicio al aeropuerto de Glasgow Prestwick en 1996 y también en 1999. También en 1996, el contrato inicial de obligación de servicio público para los servicios al aeropuerto de Dublín se adjudicó a Ireland Airways, que empezó a explotar este servicio. Desde entonces ha habido un servicio continuo a Dublín.
Los servicios de Loganair en Glasgow cesaron en 1997 cuando era propiedad de British Airways, pero fueron reemplazados por Bright Air. Aer Arann reemplazó a la fallida Ireland Airways en el servicio a Dublín en 1998. El sistema de iluminación de la pista del aeropuerto fue destruido en un ataque de vandalismo el 13 de diciembre de 1999 y se repitió el ataque en marzo de 2000.
Hasta la década de 1990, el aeropuerto se conocía generalmente como Aeropuerto/Aeródromo/Pista de aterrizaje de Carrickfinn y muy raramente como Aeropuerto de Donegal, ya que había planes para abrir un «Aeropuerto de Donegal» en las cercanías de Letterkenny, y el Consejo del Condado de Donegal prefería reservar el nombre para los planes de Letterkenny.

### La década de los 2000
El 21 de febrero de 2007, el gobierno irlandés anunció que donaría 3,8 millones de euros al aeropuerto en concepto de subvención de capital. Aer Arann reanudó el servicio interno a Dublín. Aer Arann operó vuelos a Cork vía Dublín en 2009 hasta que redujeron su servicio Cork-Dublín a seis veces por semana. La ruta se cerró en marzo de 2010. En febrero de 2010, Aer Arann cerró su servicio al aeropuerto de Glasgow Prestwick y se trasladó al aeropuerto internacional de Glasgow.
A finales de la década de 2000 y principios de la de 2010, CityJet operó un vuelo chárter estacional los sábados a Rotterdam entre abril y septiembre utilizando un Fokker 50.

### La década de 2010
El servicio a Dublín fue operado de 2012 a 2015 por Loganair y Flybe utilizando un Saab 340 que rotaba a través de Glasgow para proporcionar reabastecimiento de aviones y tripulaciones. Stobart Air, que operaba bajo la marca Aer Lingus Regional, recibió financiación por obligación de servicio público del Gobierno irlandés para subvencionar la ruta a Dublín. Se adjudicó un contrato en 2014 y el servicio comenzó el 1 de marzo de 2015, utilizando un ATR 42-300 (matrículas EI-CBK o EI-EHH). El servicio se operó utilizando un ATR 42-600 (matrícula EI-GEV) desde 2018 hasta la desaparición de Stobart Air, en junio de 2021.
El aeropuerto fue votado como el lugar de aterrizaje más pintoresco del mundo en 2018, 2019 y 2020.

### Década de 2020
En julio de 2021, Amapola Flyg, una aerolínea regional sueca, obtuvo la ruta de Dublín a Donegal, como medida temporal tras la desaparición de Stobart Air. El contrato se adjudicó por 7 meses desde julio de 2021 hasta febrero de 2022. En marzo de 2022, Emerald Airlines (en nombre de Aer Lingus Regional) inició vuelos a Dublín operados por un ATR 72-600 dos veces al día.
En julio de 2023, Loganair relanzó su ruta al Aeropuerto Internacional de Glasgow con un ATR 42, tres veces por semana hasta el 24 de septiembre de 2023. Debido a la fuerte demanda de pasajeros en la ruta, un horario ampliado para 2024 operará hasta cuatro veces por semana de abril a octubre. La ruta seguirá operando durante todo el horario de invierno 2024/2025, dos veces por semana, los viernes y domingos. 

## Aerolíneas y destinos
| Aerolíneas          | Destinos |
| ------------------- | -------- |
| Aer Lingus Regional | Dublín   |
| Loganair            | Glasgow  |

## Estadísticas de pasajeros
| Año                               | Nº de pasajeros | Variación interanual (%) |
| --------------------------------- | --------------- | ------------------------ |
| 2008                              | 65.539          |                          |
| 2009                              | 50.761          | 22,5%                    |
| 2010                              | 46.825          | 7,8%                     |
| 2011                              | 38.309          | 18,1%                    |
| 2012                              | 29.226          | 23,7%                    |
| 2013                              | 33.768          | 15,5%                    |
| 2014                              | 35.415          | 4,9%                     |
| 2015                              | 36.552          | 3,2%                     |
| 2016                              | 44.156          | 20,8%                    |
| 2017                              | 46.514          | 5,3%                     |
| 2018                              | 46.537          | 0,05%                    |
| 2019                              | 48.542          | 4,3%                     |
| 2020                              | 18.067          | 62,8%                    |
| 2021                              | 14.603          | 19,1%                    |
| 2022                              | 36.934          | 152,9%                   |
| Source: Central Statistics Office |                 |                          |